# Indesit
Indesit Company S.p. A. – włoskie przedsiębiorstwo, z siedzibą w Fabriano (AN), należące do głównych producentów elektrycznego sprzętu AGD w Europie.

## Historia
Założone w 1930 roku w Fabriano (Ankona) przez Aristide Merloniego, jako Industrie Merloni przedsiębiorstwo rodzinne, początkowo zajęło się produkcją wag, aby na początku lat pięćdziesiątych osiągnąć 40% udziału rynku w tym sektorze. Kilka lat później uruchomiono produkcję butli do gazu płynnego oraz piecyków łazienkowych. Zaczęto również sprzedawać kuchenki, przeznaczone do butli gazowych.
Przedsiębiorstwo rozszerzało swoją ofertę sprzętu gospodarstwa domowego pod marką Ariston.
W 1970 roku, wraz ze śmiercią założyciela, firma Merloni została reorganizowana i podzielona na trzy niezależne sektory przemysłowe: sektor AGD (lodówki i kuchenki – firma Merloni Elettrodomestici), kierowany przez Vittorio Merloniego; sektor wyposażenia łazienek (bojlery i wanny – firma Merloni Termosanitari), kierowany przez Francesco Merloniego i sektor mechaniczny (wagi i butle), kierowany przez Antonio Merloniego.
W 1985 roku firma Merloni Elettrodomestici pozyskała Indesit – wielkiego konkurenta na lokalnym rynku, znanego również poza granicami Włoch. Dwa lata później przedsiębiorstwo weszło na giełdę.
W lutym 2005 roku Merloni Elettrodomestici zmieniła nazwę na Indesit Company. Indesit jest najbardziej znaną marką Grupy poza granicami Włoch. Przedsiębiorstwo wytwarzało również produkty pod „historyczną” marką Ariston. Wśród innych marek firmy są również regionalne Hotpoint, Scholtès i Stinol.
Na początku 2007 roku firma Indesit Company przedstawiła nową markę. Jest nią Hotpoint-Ariston. Powstała ona z połączenia dwóch znanych już uprzednio znaków firmowych: Hotpoint i Ariston.
13 października 2014 Komisja Europejska zezwoliła na przejęcie producenta AGD Indesit przez jego amerykańskiego rywala Whirlpool. KE uznała, że transakcja nie budzi obaw dotyczących zachowania odpowiedniego poziomu konkurencji w UE.

## Działalność

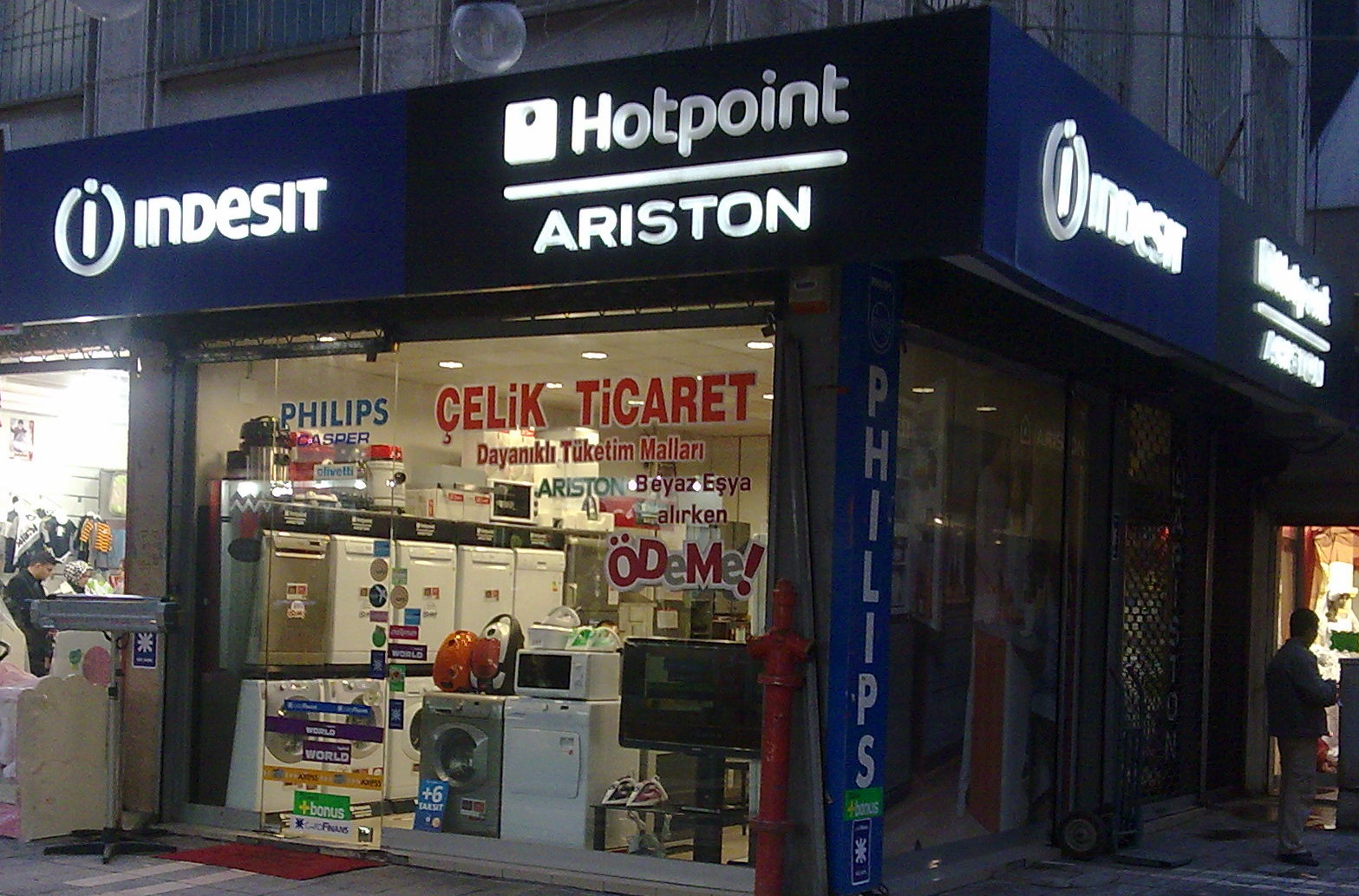
Punkt serwisowy Indesit i Hotpoint Ariston

Indesit Company posiadał w 2007 roku około 14% europejskiego rynku „białego” elektrycznego sprzętu gospodarstwa domowego (piekarniki, lodówki, płyty grzejne do kuchenek, zmywarki do naczyń i pralki), z obrotem ponad 3,4 miliardów euro. Firma produkuje około 16 milionów sztuk sprzętu, który jest sprzedawany w 36 krajach. Jest drugim co do wielkości europejskim producentem takiego sprzętu po Electroluksie.
Indesit posiada 17 zakładów produkcyjnych, m.in.: we Włoszech, Rosji, Wielkiej Brytanii i Polsce. Zatrudnia ponad 17 tysięcy pracowników.

## Zakłady w Polsce
Indesit posiada dwie fabryki zlokalizowane na terenach Łódzkiej Specjalnej Strefy Ekonomicznej (Łódź, Radomsko).
Fabryka Indesit w Łodzi składa się z dwóch zakładów, jeden produkuje lodówki, a drugi kuchenki. Jest umieszczona przy ulicy Dąbrowskiego. Wejście na teren fabryki lodówek jest od ul. Lodowej (skrzyżowanie Dąbrowskiego-Lodowa), a na teren kuchenek od ul. Puszkina (skrzyżowanie z ul. Dąbrowskiego).

## Wydarzenia
We wrześniu 2005 w łódzkiej fabryce Indesitu zginął 21-letni robotnik, przygnieciony przez prasę do wygniatania blach, z której wcześniej zdjęto zabezpieczenia. Na podstawie tych wydarzeń powstał dramat Pawła Demirskiego pod tytułem Kiedy przyjdą podpalić dom, to się nie zdziw.
Dnia 14 maja 2008 roku z linii produkcyjnej łódzkiego Indesitu zjechała 2 000 000 lodówka.

## Galeria

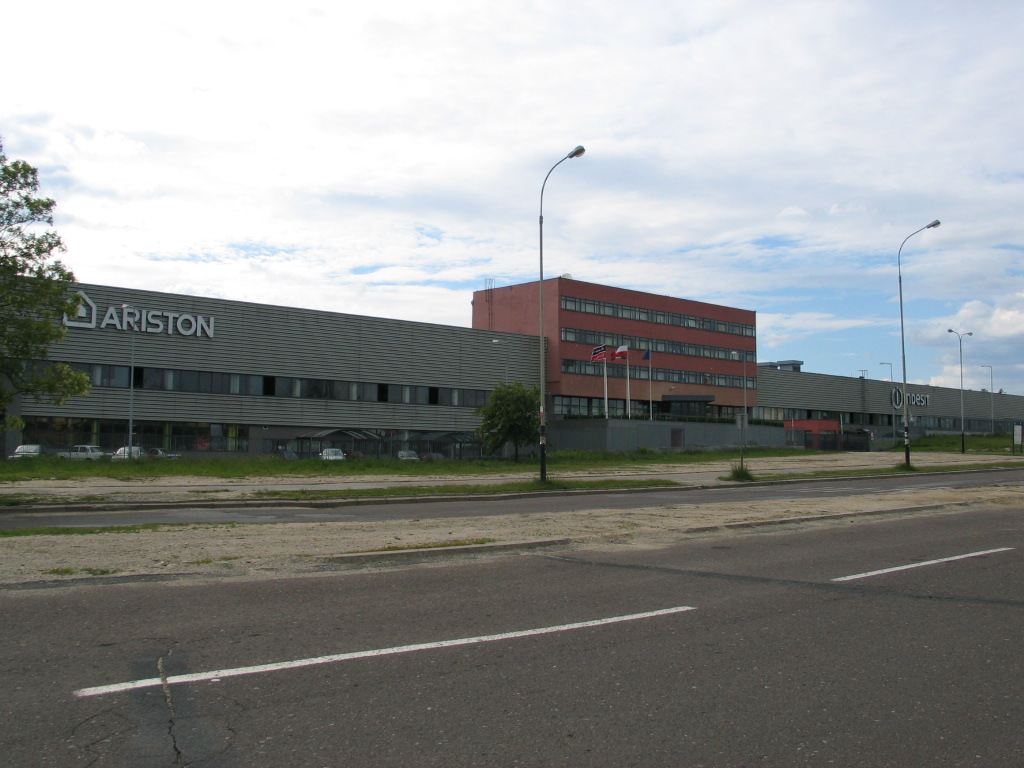
Łódzka fabryka Indesit Company
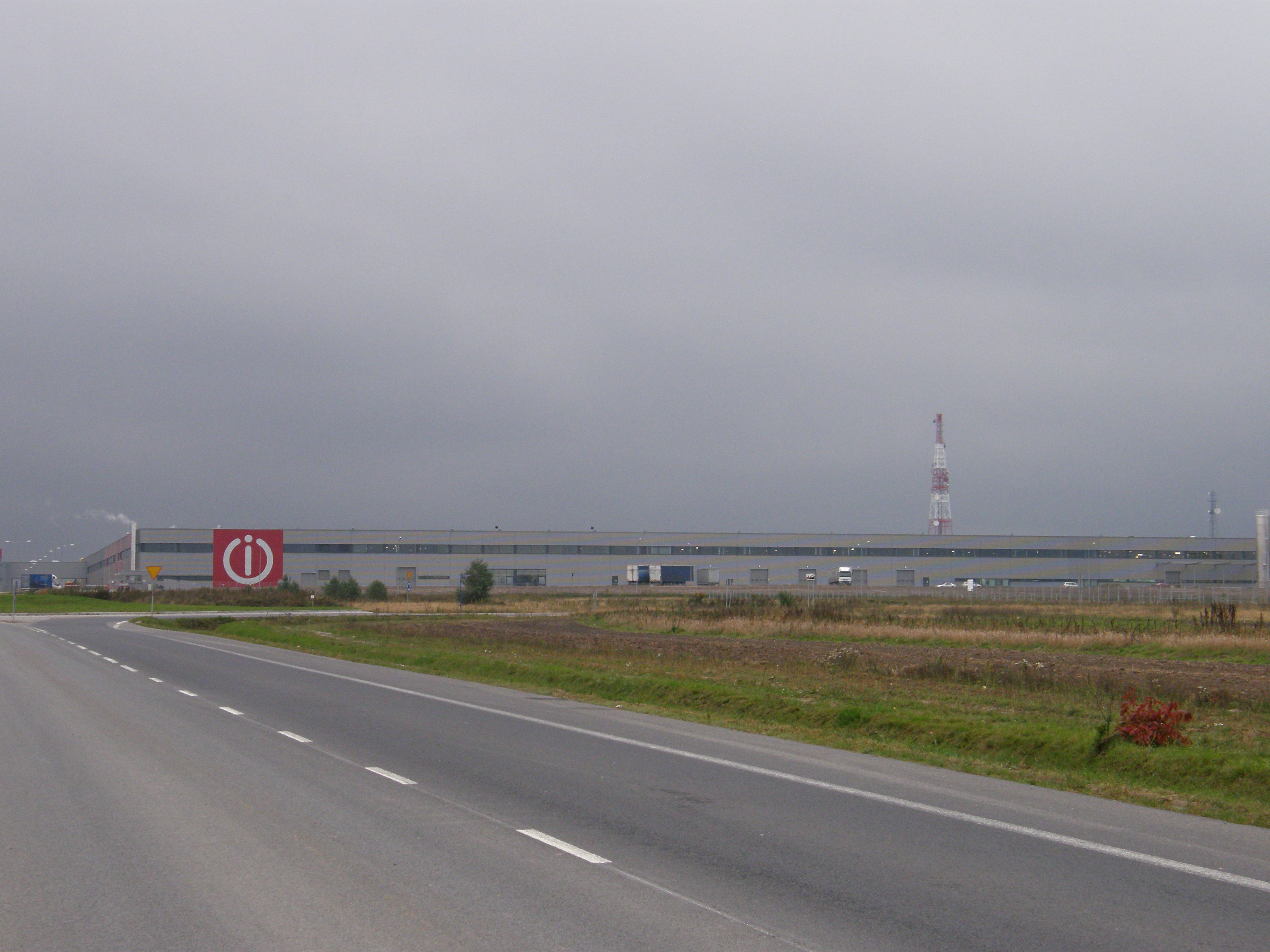
Fabryka Indesit w Radomsku

## Marki
- Indesit
- Hotpoint-Ariston. hotpoint-ariston.eu. [zarchiwizowane z tego adresu (2020-12-18)].
- Scholtès